# 금의위: 14검의 비밀
금의위: 14검의 비밀(錦衣衛, 14 Blades)은 중국에서 제작된 이인항 감독의 2010년 액션, 드라마, 서사 영화이다. 견자단 등이 주연으로 출연하였고 증패산 등이 제작에 참여하였다.

## 출연

### 주연
- 견자단
- 자오웨이
- 홍금보
- 오존

### 조연
- 서자산
- 우마
- 척옥무
- 진관태
- 진지휘
- 금래군
- 나가영
- 유송인
- 서향동
- 풍극안

## 제작진
- 출품인: 임중륜
- 출품인: 증패산
- 미술: 하검웅
- 시각효과: 김용우
- 분장: 마크 가바리노
- 무술연출: 곡헌소